# Собор Пресвятої Трійці (Лиманське)
Собор Пресвятої Трійці — зруйнований собор в німецькому поселенні Кандель, тепер селище Лиманське, Роздільнянський район Одеської області.

## Історія створення

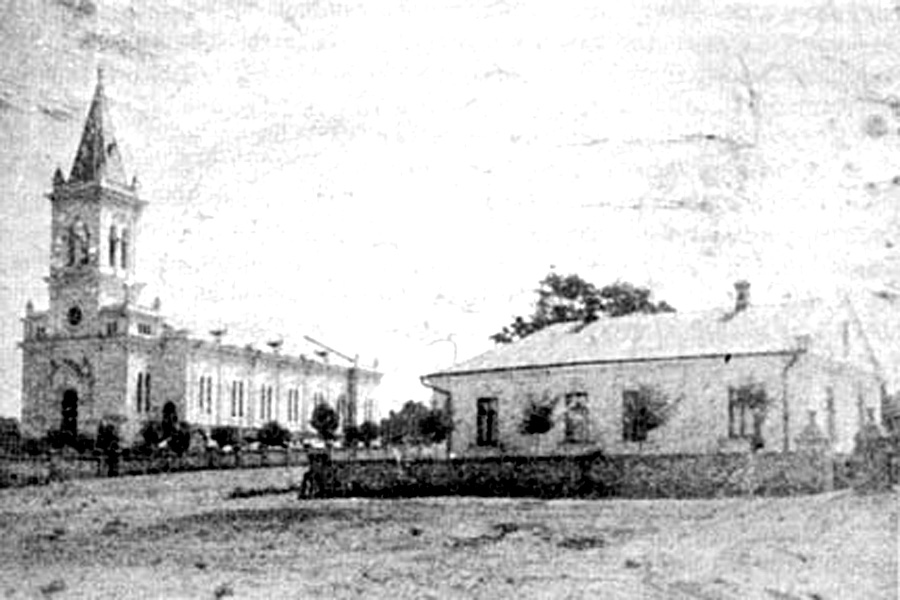
Вигляд собору у 1934 році

У 1808 році вийшов наказ Олександра I «О предоставлении имущественного вспомоществования и земельных наделов иностранным хлебопашцам в Новороссии», який розпочав другу хвилю колонізації німцями тодішньої Новоросії (сучасне Північне Причорномор'я, Бессарабія, Крим). Свої поселення колоністи називали згідно із назвами місць, які вони покинули. На території сучасної Одеської області виникло два колоністських округи: Лібентальський і Кучурганський. Усі колонії розбудовувались за зразком традиційних німецьких сел: в центрі — лютеранська або католицька церква (кірха), волосне правління, школа.
Кучурганський колоністський округ виник у 1808 році з шести колоній з адміністративним центром у поселенні Зельц (нім. Selz), тепер смт Лиманське. До округу входило шість колоній з католицьким віросповіданням. Адміністративний центр, а також німецька колонія Кандель (нім. Kandel, були засновані у той самий рік колоністами Ельзасу, більшість з яких були римо-католиками. У ті часи у Канделі (за радянських часів перейменовано на Рибальське) мешкало майже 3 000 поселенців, діяло дві школи.
У 1892 році у Канделі було збудована католицький Храм Пресвятої Трійці. На відміну від Собору Успіння Пресвятої Богородиці у сусідньому Зельці, який був збудований із цегли, собор Пресвятої Трійці був збудований із найпоширенішого у Північному Причорномор'ї вапняку.

## Знищення собору

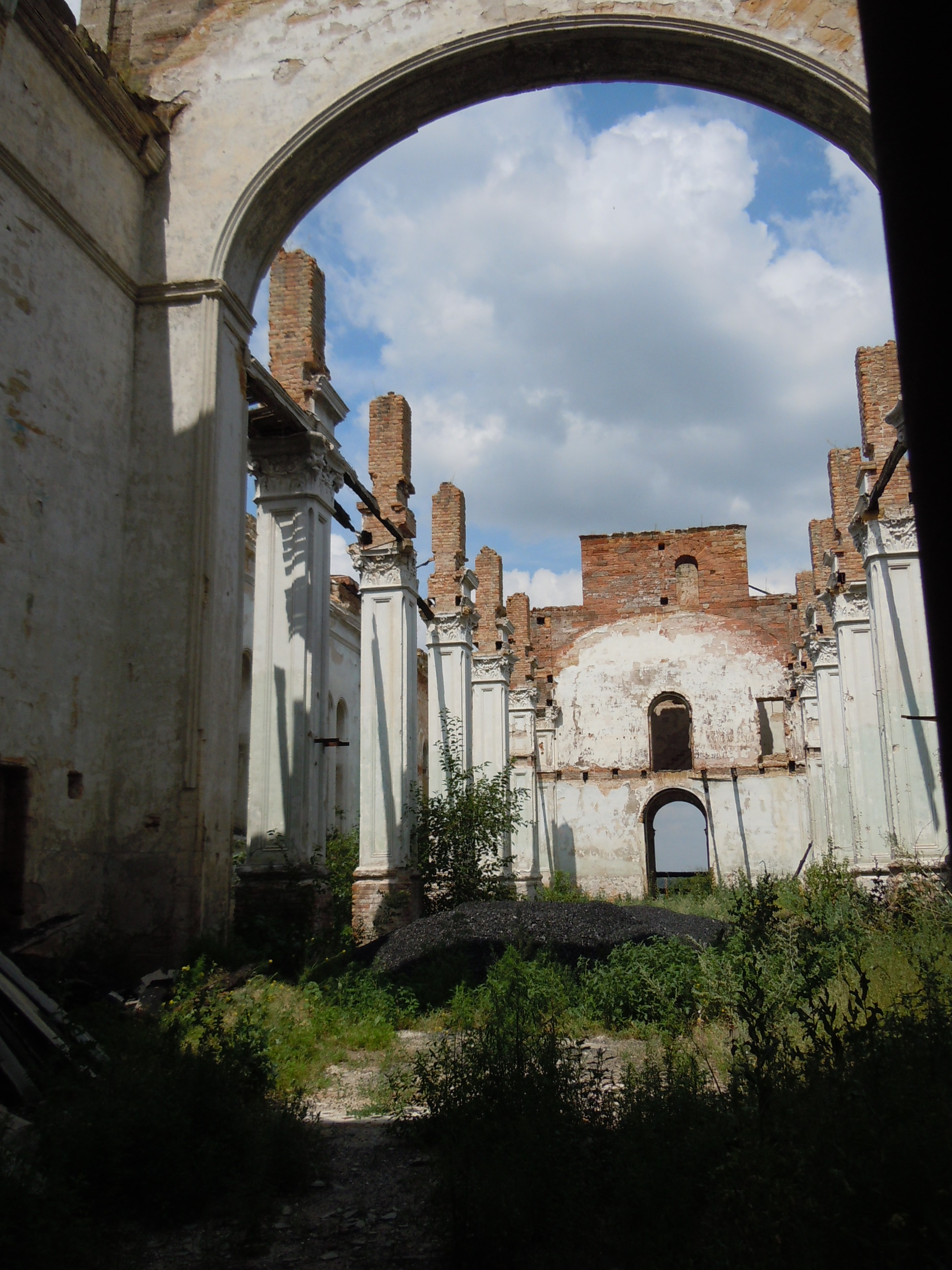
Собор використовується місцевим інтернатом як склад вугілля

Влітку і восени 1919 року, одеські німці-колоністи організували повстання проти продрозкладки і мобілізації до Червоної Армії. Після вступу на південь України військ Добровольчої армії Денікіна, німці утворили особливий колоністський батальйон, який значно послабив сили червоних.
Після поразки спротиву, собор був закритий разом із Собором Успіння Пресвятої Богородиці у сусідньому Зельці. Але його сучасний стан значно гірший. За радянських часів будівля використовувалася як зерносховище, але пізніше у будівлі відбулася сильна пожежа, яка його цілком знищила — дах провалився, залишилися лише стіни та колони. Наразі собор використовується місцевим інтернатом як склад вугілля.

## Галерея

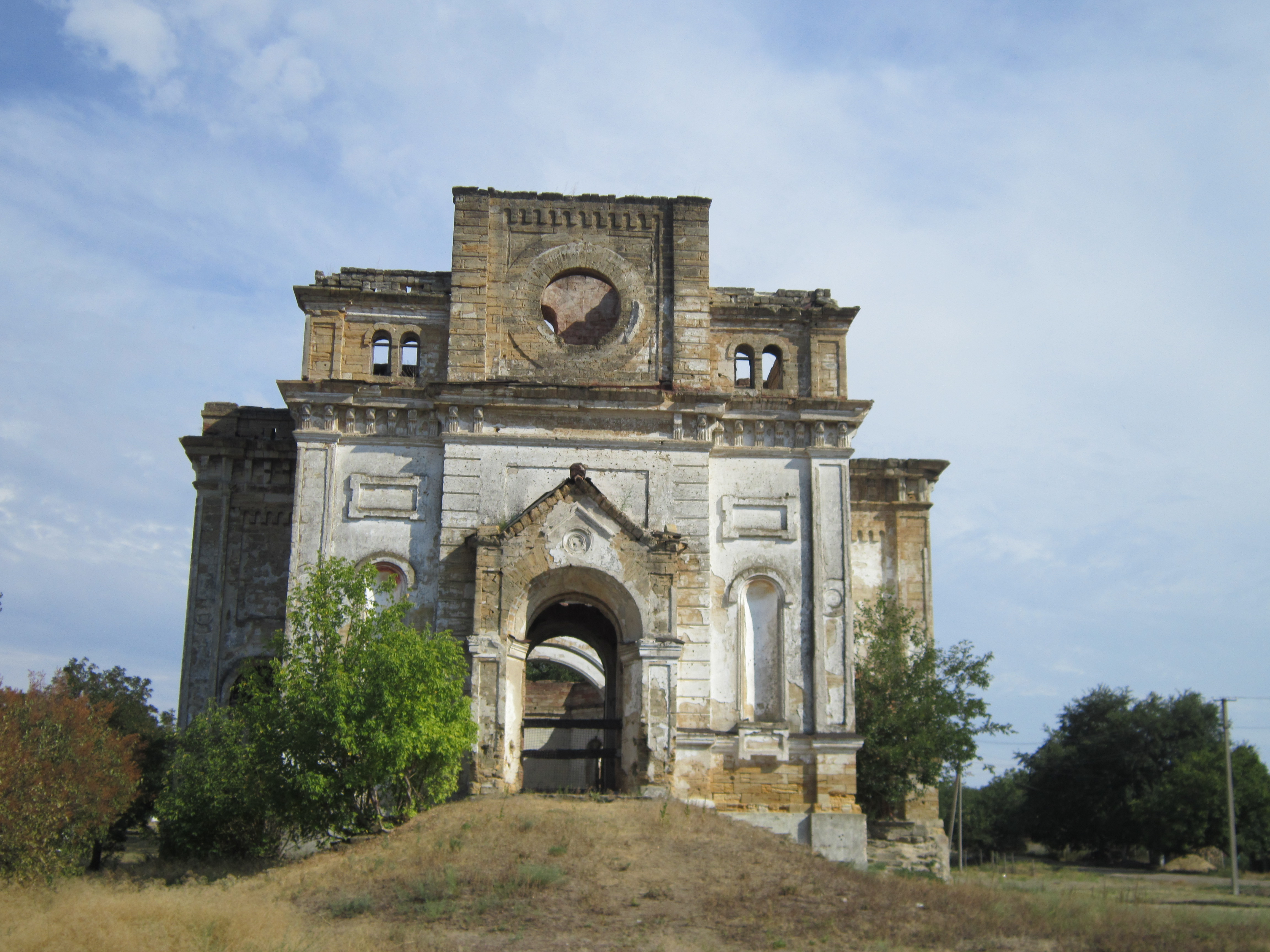
Фасад костелу
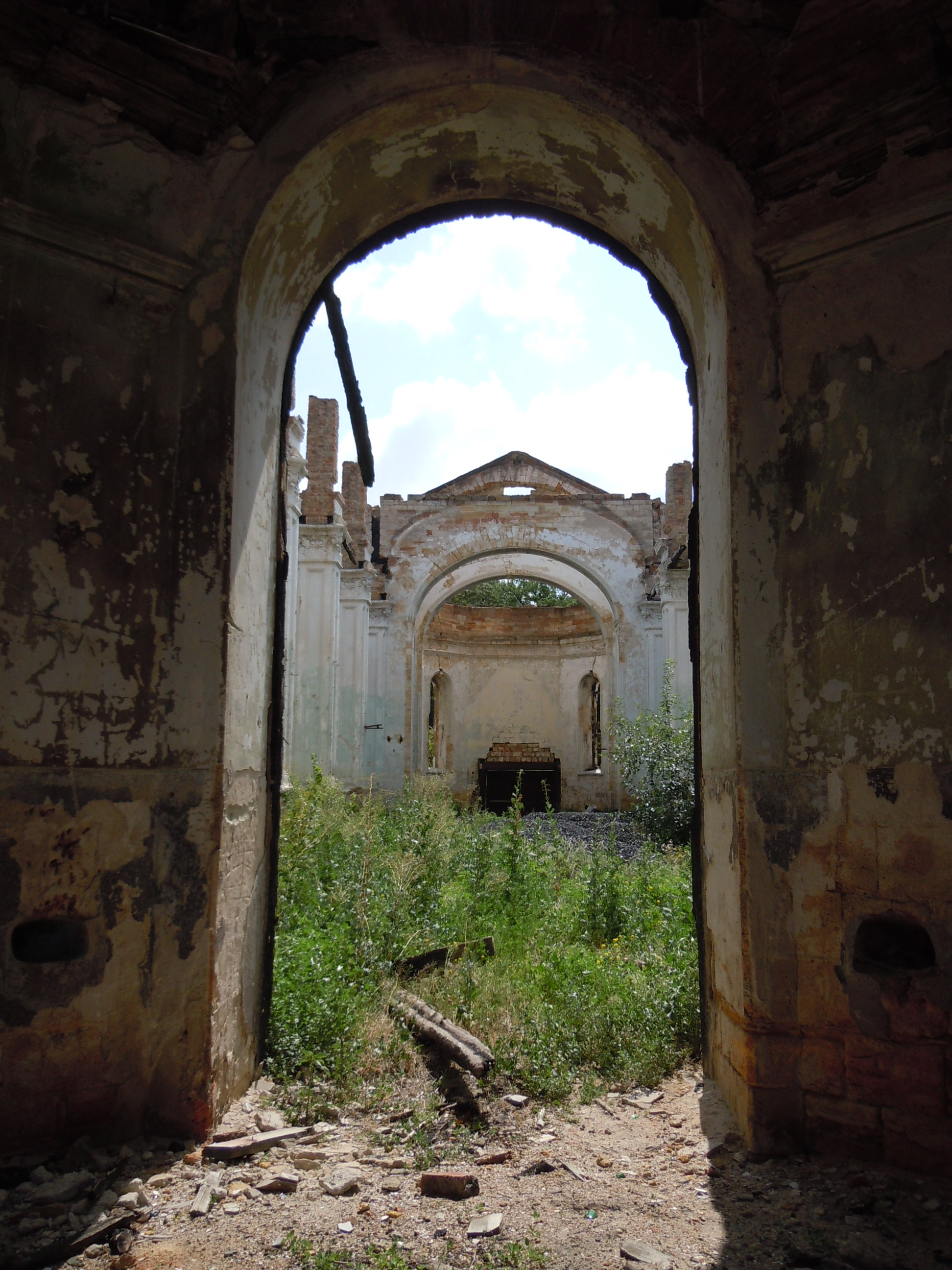
Вхід до костелу
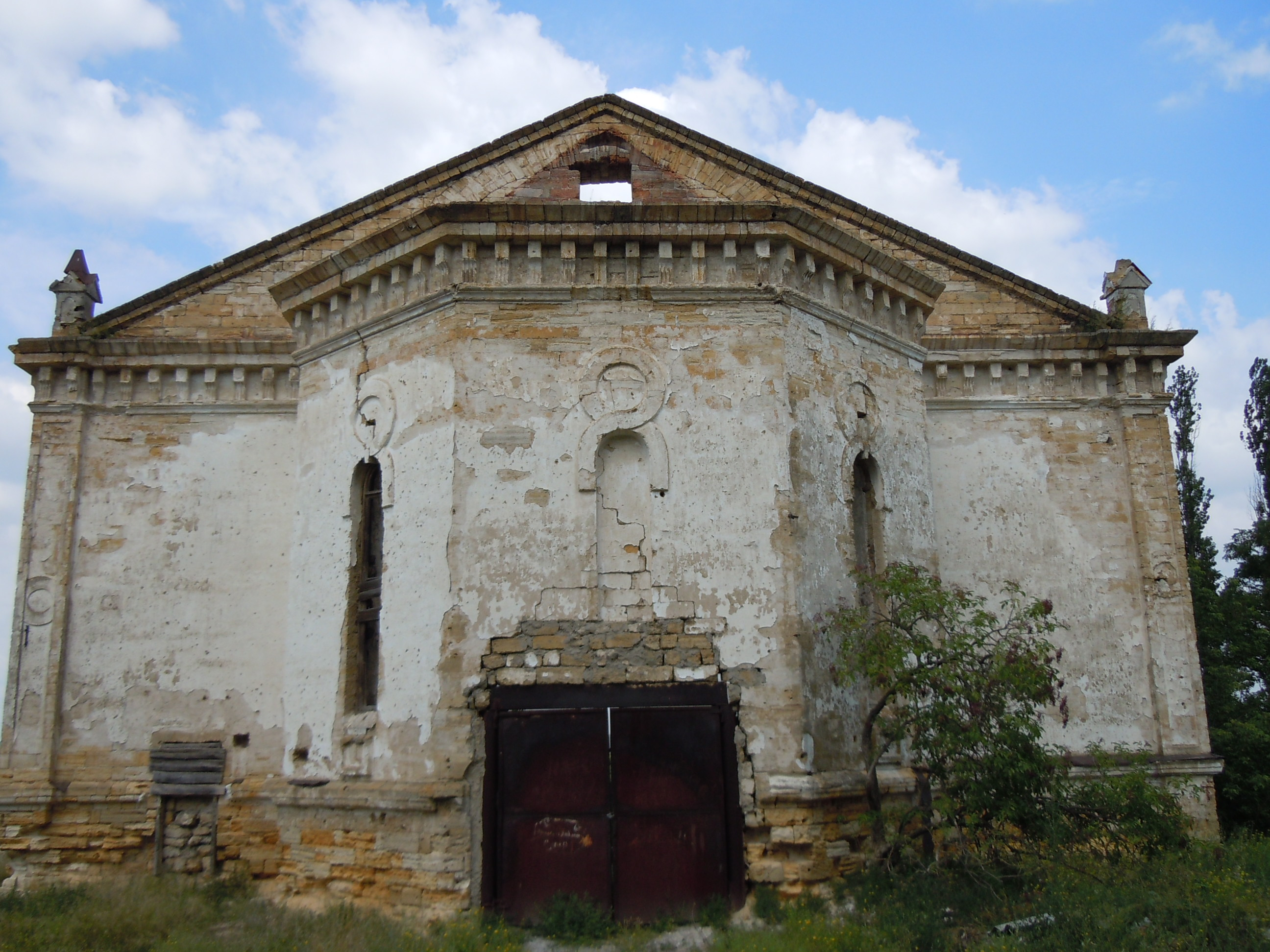
Тильна частина костелу - ворота складу
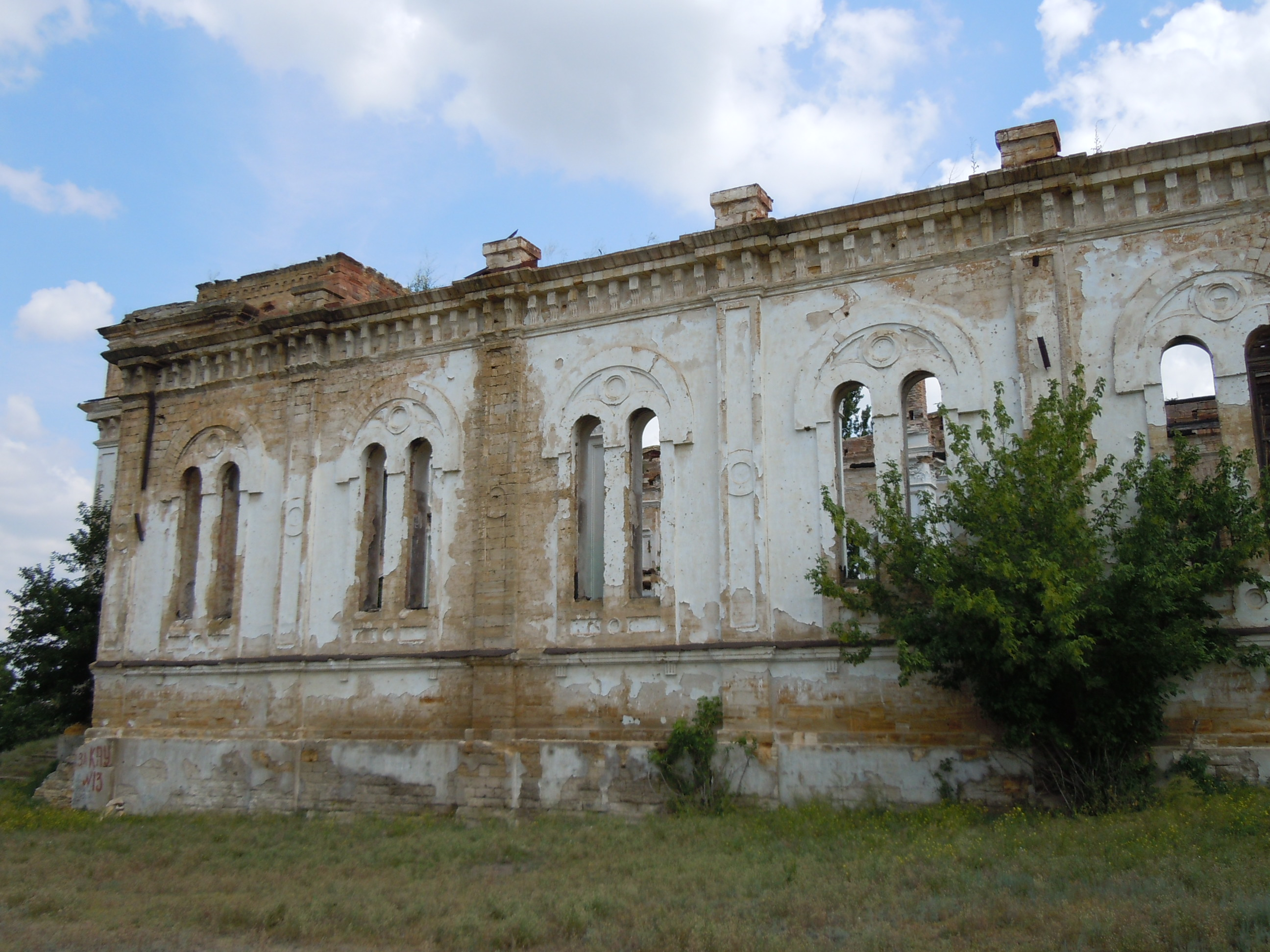
Бічна частина собору
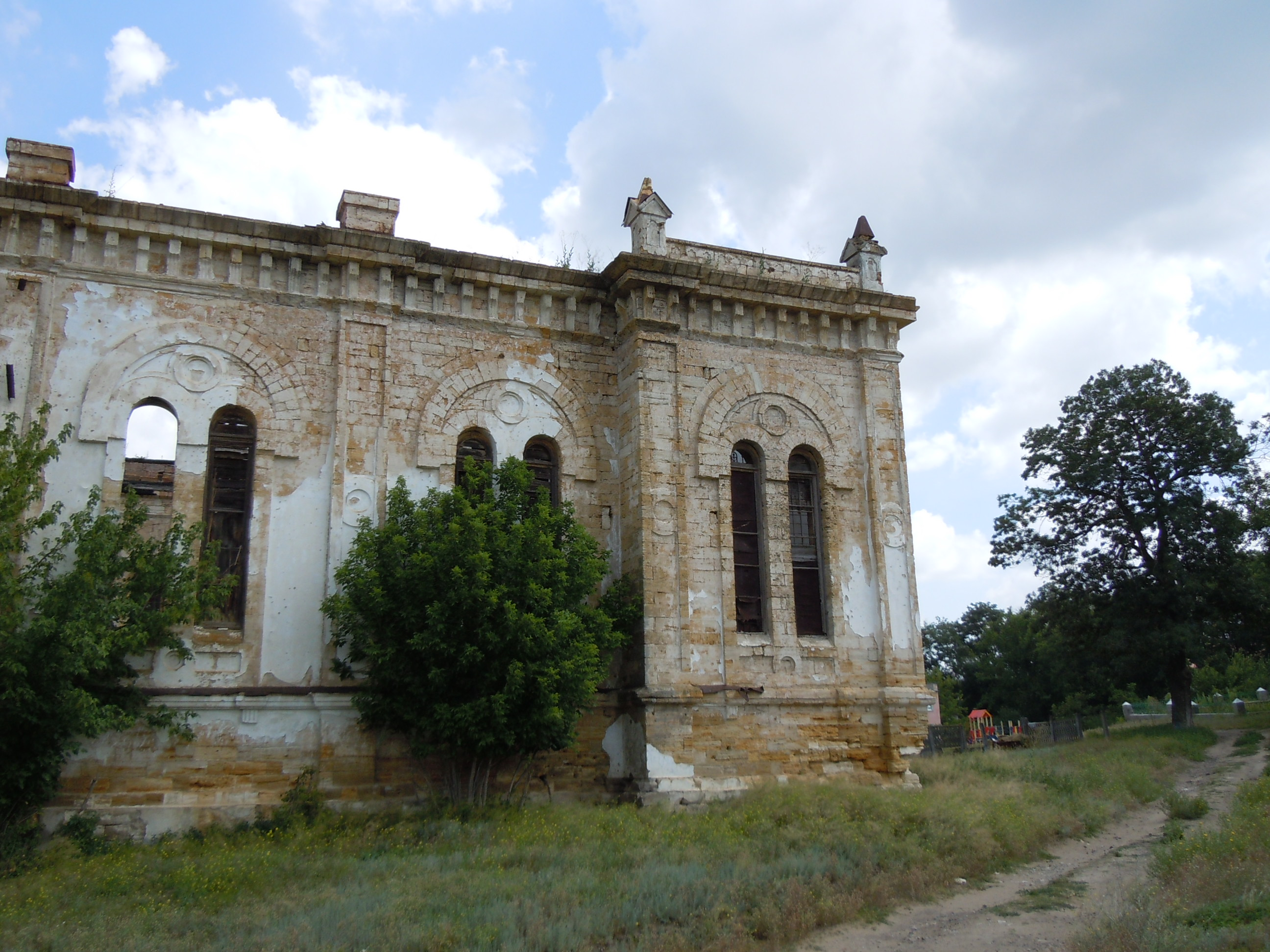
Бічна частина собору
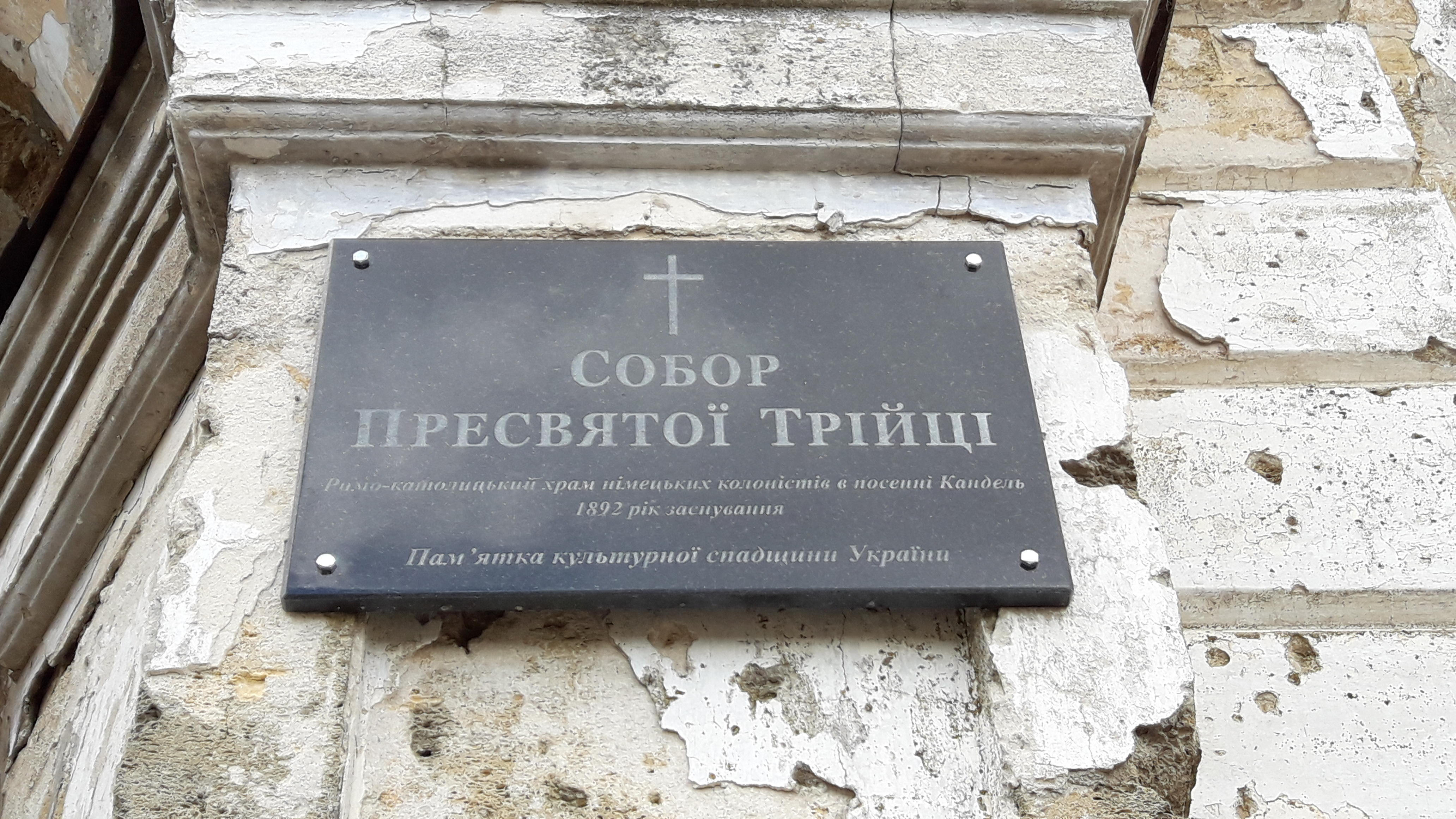
Пам'ятка культурної спадщини України